# العواء (كوكبة)
كوكبة العَوَّاء، وتسمى أيضًا البقّار أو الصيّاح أو راعي الشاء أو حارس الشمال أو طارد الدب (باللاتينية: Boötes)، هي كوكبة تقع في السماء الشمالية، بين درجتي ميل 0  و60، والساعة 13 و16 للمطلع المستقيم على القبة السماوية. يأتي الاسم من الكلمة اليونانية Boötes التي تعني «الراعي» أو «الحارث».
تُعتبر كوكبة العواء إحدى الكوكبات الـ 48 التي وصفها عالم الفلك بطليموس في القرن الثاني، وهي الآن إحدى الكوكبات الـ 88 الحديثة. تضم الكوكبة رابع ألمع نجمٍ في سماء الليل، نجم السماك الرامح عملاق برتقالي. وتضم الكوكبة أيضًا نجم الإزار، وهو نجمٌ ثنائي يحظى بشعبية بين علماء الفلك الهواة. يُعدّ العواء أيضًا موطنًا لكثير من النجوم الساطعة الأخرى، بما في ذلك ثمانية نجوم فوق القدر الظاهري الرابع و21 نجماً فوق القدر الظاهري الخامس، ما يعني أنّ الكوكبة تضم 29 نجماً مرئياً بسهولة بالعين المجردة.
تم في السنوات الاخيرة العثور على فراغ كبير في اتجاه العواء (فراغ العواء) تبعد عنا نحو 700 مليون سنة ، وهي منطقة تكاد تكون خاوية من المجرات والنجوم ، يبلغ قطرها نحو 250 سنة ضوئية خالية . عثر فيها حتى الآن على نحو 60 مجرة بدلا من ان تحوي ألاف المجرات.

## التاريخ والأساطير
في بابل القديمة، كانت تُعرف نجوم كوكبة العواء باسم شوبا. على ما يبدو، فقد كانت تُصوّر على أنها الإله إنليل الذي كان قائد البانتيون البابلي وراعيًا خاصًا للمزارعين. قد تكون كوكبة العواء قد مُثلت بواسطة الرِجل الأمامية الحيوانية في مصر القديمة المُشابهة لرِجل الثور لدرجة أنّ أليساندرو بيريو اقترح في الأصل أنها رمز «قدم الثور الأمامية».
استُخدم اسم العواء لأول مرة من قبل هومر في ملحمة الأوديسة الخاصة به كنقطةٍ مرجعية سماوية للملاحة، ووصفها بأنها «تتأخر في الغروب» أو «بطيئة الغروب»، وترجمت لاسم «الحارث». من غير الواضح ماذا تُمثل العواء في الأساطير اليونانية. وفقاً لإحدى وجهات النظر، كان نجل ديميتر، فيلومينوس، الأخ التوأم لبلوتوس، حارثاً قاد الثيران في كوكبة الدب الأكبر. وهذا يتضح في اسم الكوكبة، والتي تعني «سائق الثور» أو «الراعي». تصوّر الإغريق القدماء المجمّة التي تسمى الآن «بنات نعش الكبرى» أو «المحراث» بأنها عربة يجرها ثيران. وقد أثّر هذا على أصل الاسم المُشتق من الكلمة اليونانية التي تعني «صاخب» أو «سائق الثور». تنص أسطورة أخرى مرتبطة بالعواء على أنه اخترع المِحراث وخُلدت ذكراه لذكائه بإطلاق اسمه على كوكبة.

## خصائص الكوكبة
العواء هي كوكبة تحدها كوكبة العذراء من الجنوب، وكوكبة الهلبة والسلوقيان من الغرب، والدب الأكبر من الشمال الغربي، والتنين من الشمال الشرق، والجاثي، والإكليل الشمالي، والحية من الشرق. الاختصار المكون من ثلاثة حروف للكوكبة -كما اعتمده الاتحاد الفلكي الدولي في عام 1922- هو "Boo". تُعرّف حدود الكوكبة الرسمية، كما حددها يوجين ديلبورت في عام 1930، بواسطة مضلعٍ مكونٍ من 16 قطعة. في نظام الإحداثيات الاستوائية، تقع إحداثيات المطلع المستقيم لهذه الحدود بين 13 ساعة 36.1 دقيقة و15 ساعة 49.3 دقيقة، بينما تمتد إحداثيات الميل من 7.36 درجة إلى 55.1 درجة. بحيث تُغطي مساحة 907 درجة مربعة، تصل العواء إلى ذورتها في السماء في منتصف الليل في 2 مايو تقريباً وتحتل المرتبة الـ 13 من حيث المساحة.

## ميزات الكوكبة

### النجوم
في كتابه المُسمى يورانوميتريا، استخدم يوهان باير الحروف اليونانية من ألفا إلى أوميغا وثم من حرف الألف إلى الكاف لتصنيف ما اعتبره ألمع 35 نجماً في الكوكبة، أدرج علماء فلك لاحقون نجوم كابا وميو ونيو وباي ضمن نجمين منها. نيو هو أيضاً نجم ساي هيكوليس نفسه. رقّم جون فلامستيد 54 نجماً في الكوكبة.
يُعتبر نجم السماك الرامح أو العواء ألفا، الذي يقع على بعد 36.7 سنة ضوئية من الأرض، ألمع نجمٍ في كوكبة العواء ورابع أكثر النجوم لمعاناً في السماء بقدرٍ ظاهري يُعادل 0.05 -؛ وهو أيضاً ألمع نجمٍ شمال خط الاستواء السماوي، ويليه نجم النسر الواقع والعيوق. يأتي اسمه من الكلمة اليونانية التي تعني «حارس الدب». السماك الرامح هو نجمٌ برتقالي عملاق من النوع الطيفي كيه 1.5 الثالث، وهو نجمٌ قديم استنفد إمداداته من الهيدروجين وانخفضت حرارته وتوسع ليبلغ قطره 27 ضعف قطر الشمس، أي ما يُقارب 32 مليون كيلومتر. على الرغم من أن كتلته تقارب كتلة الشمس، ويُعادل ضياؤه 133 ضعف الضياء الشمسي.
يُمثل نجم العواء بيتا، أو بقار، رأس كوكبة الراعي، وهو عملاق أصفر ذو قدرٍ ظاهري يُعادل 3.5 من النوع الطيفي جي 8 الثالث. مثل السماك الرامح، انخفضت حرارة بقار وتوسع ليخرج من خط النسق الأساسي للنجوم -من المرجح أنه عاش معظم حياته كنجمٍ أزرق- أبيض من النوع بي من نجوم النسق الأساسي. ينبع اسمه الشائع من عبارة «سائق الثور» العربية. يبعد هذا النجم مسافة 219 سنة ضوئية عن الأرض ويُعادل ضياؤه 58 ضعف الضياء الشمسي.
العواء غاما أو سيغيناس، الذي يقع على بعد 86 سنة ضوئية، هو نجمٌ عملاق أبيض من النوع الطيفي إيه 7 الثالث، مع ضياءٍ وقُطر يعادلان 34 و3.5 ضعف ضياء وقطر الشمس على التوالي. يُعتبر أيضاً نجماً من نوع متغير دلتا الترس، إذ يتراوح قدره الظاهري بين 3.02 و3.07 كل 7 ساعات. تتمتع هذه النجوم النابضة بفترات دورانٍ قصيرة (6 ساعات على الأكثر) وتُستخدم كشموع ضياءٍ قياسية ولدراسة علم تذبذب النجوم.
العواء ديلتا هو نجمٌ مُزدوج عريض ذو قدرٍ ظاهري يبلغ 3.5 للنجم الرئيسي و7.8 للنجم الثانوي. النجم الرئيسي هو نجمٌ أصفر عملاق من النوع الطيفي جي 8 الرابع الذي انخفضت حرارته وتوسع إلى 10.4 ضعف قطر الشمس. يقع هذا النجم على بعد 121 سنة ضوئية، في حين أنّ النجم الثانوي هو نجم نسقٍ أساسي أصفر من النوع الطيفي جي 0 الخامس. يستغرق النجمان 120000 سنة لإكمال دورةٍ حول بعضهما البعض.
العواء ميو، المعروف باسم ألكالوروبس، هو نجمٌ ثلاثي يحظى بشعبية بين علماء الفلك الهواة. يبلغ قدره الظاهري 4.3 ويبعد مسافة 121 سنة ضوئية عن الأرض. ينبع اسمه من كلمتي «نادي» أو «طاقم» العربيتان. يتمتع النجم الرئيسي بقدرٍ ظاهري يُعادل 4.3 بلونٍ أزرقٍ-أبيض. في حين يتمتع النجم الثانوي بقدرٍ ظاهري يُعادل 6.5، ولكنه في الواقع نجمٌ مزدوج إذ يتمتع النجمان الرئيسي والثانوي الخاصان به بقدرين ظاهريين يُعادلان 7.0 و7.6 على التوالي. تبلغ الفترة المدارية للنجم الثانوي والثالثي 260 عاماً. يتمتع النجم الرئيسي بقدرٍ مُطلق يُعادل 2.6 درجة وهو من النوع الطيفي إف 0. يفصل بين النجمين الثانوي والثالثي ثانيتين قوسيتين. في حين يفصل بين النجمين الرئيسي والثانوي 109.1 ثانية قوسية على زاوية 171 درجة.
العواء نيو هو نجم مزدوجٌ بصري. النجم الرئيسي هو عملاقٌ برتقالي بقدرٍ ظاهري يُعادل 5.0 في حين أنّ النجم الثانوي هو أبيض بقدرٍ ظاهري يُعادل 5.0. يبعد النجمان الرئيسي والثانوي مسافة 870 و430 سنة ضوئية عن الأرض.
يُعد العواء إبسيلون، المعروف أيضاً باسم الإزار أو بولكيريما، نجماً ثلاثياً قريباً يحظى بشعبية بين علماء الفلك الهواة وهو ألمع نظامٍ نجميٍ في كوكبة العواء. فالنجم الرئيسي هو عملاقٌ برتقالي أو أصفر بقدرٍ ظاهري يُعادل 2.5، والثانوي هو نجم نسقٍ رئيسي أزرق بقدرٍ ظاهري يُعادل 4.6، في حين يتمتع الثالثي بقدرٍ ظاهري يُعادل 12.0. يبعد النظام مسافة 210 سنة ضوئية عن الأرض. يأتي اسم «الإزار» من كلمتي «الحزام» أو «المئزر» العربيتين في إشارةٍ إلى موقعه في الكوكبة. يأتي اسم «بولكيريما» من العبارة اللاتينية التي تعني «الأجمل» في إشارةٍ إلى الألوان المُتغايرة التي تظهر عبر التلسكوب. يفصل بين النجمين الرئيسي والثانوي 2.9 ثانية قوسية على زاوية 341 درجة؛ يتمتع النجم الرئيسي بنوعٍ طيفي كيه 0 بضياءٍ يُعادل 200 ضعف ضياء الشمس. وبالنظر بالعين المجردة، فقدره الظاهري يُعادل 2.37.

### النجوم التي تمتلك أنظمةً كوكبية
اكتُشفت كواكب خارجية تدور حول 10 نجومٍ في كوكبة العواء حتى عام 2012. اكتُشف كوكبٌ كبيرٌ يدور حول نجم العواء تاو عام 1999. يتمتع النجم المضيف بقدرٍ ظاهري يُعادل 4.5 ونوعٍ طيفي إف 7 في بكتلةٍ ونصف قطرٍ يُعادلان 1.3 و1.331 ضعف كتلة ونصف قطر الشمس على التوالي، ويبعد مسافة 15.6 فرسخ فلكي عن الأرض. في حين يدور رفيقه النجم جي جاي 527 بي على بعد مسافة 240 وحدة فلكية. يدور كوكب العواء تاوي بي الوحيد الذي اكتُشف في النظام حول نجمه المضيف على بعد مسافة 0.046 وحدة فلكية كل 3.31 يوماً. اكتُشفت هذه الكوكب من خلال قياسات السرعة الشعاعية، ويمتلك كتلةً تُعادل 5.95 ضعف كتل كوكب المشتري. وبالتالي يُصنف على أنه مشترٍ حار. الكوكب والنجم المضيف مقيدان مديّاً، ما يعني أنّ مدار الكوكب والدوران العالي للنجم متزامنان.
بالإضافة لذلك، فإنّ كوكبة العواء هي أيضاً موطن لأنظمة متعددة الكواكب. إتش دي 128311 هو النجم المضيف لنظام كوكبيٍ ثنائي، يتكون من كوكب إتش دي 128311 بي وإتش دي 128311 سي، المُكتشفين في عامي 2002 و2005 على التوالي. إتش دي 128311 بي هو الكوكب الأصغر بكتلةٍ تُعادل 2.18 ضعف كتلة المشتري؛ وقد اكتُشف من خلال قياسات السرعة الشعاعية. يدور هذا الكوكب حول نجمه على بُعد مسافةٍ قريبةٍ من تلك الفاصلة بين الأرض والشمس، 1.099 وحدة فلكية؛ ومع ذلك، ففترته المدارية أطول بكثير إذ تعادل 448.6 يوم.
يمتلك الكوكب الآخر الأكبر، إتش دي 128311 سي، كتلةً تُعادل 3.21 ضعف كتلة المشتري وقد اكتُشف بنفس الطريقة. يدور حول نجمه كل 919 يوماً ويميل بزاوية 50 درجة، ويبعد مسافة 1.76 وحدة فلكية عن نجمه المضيف، إتش دي 128311، من النوع الطيفي كاي 0 في الموجود على بعد 16.6 فرسخٍ فلكي عن الأرض. إنه أصغر من الشمس، بكتلةٍ ونصف قطرٍ يعادلان 0.84 و0.73 ضعف كتلة ونصف قطر الشمس على التوالي؛ ويتمتع بقدرٍ ظاهري يُعادل 7.51، أي أسفل عتبة قدرة رؤية العين البشرية المُجردة.

## أجرام السماء العميقة
تقع كوكبة العواء Boötes في جزء من الكرة السماوية يواجه بعيدًا عن مستوى مجرتنا درب التبانة ، وبالتالي لا توجد به عناقيد أو سدم مفتوحة. بدلاً من ذلك ، لديها مجموعة كروية واحدة ساطعة والعديد من المجرات الباهتة.  الكتلة الكروية NGC 5466 لها الحجم الإجمالي 9.1 وقطرها من 11 دقيقة قوسية.  إنه كتلة كروية فضفاضة جدًا بها عدد قليل من النجوم إلى حد ما وقد تظهر كمجموعة غنية ومركزة مجموعة مفتوحة في تلسكوب هواة. تم تصنيف NGC 5466 على أنها مجموعة من تصنيف Shapley – Sawyer Concentration Class 12 ، مما يشير إلى تناثرها.  يعني قطرها الكبير نسبيًا أن لديها سطح منخفض السطوع ، لذلك تبدو أكثر قتامة بكثير من الحجم المفهرس 9.1 ويتطلب تلسكوب هواة كبير لمشاهدتها . تم مشاهدة ما يقرب من 12 نجمة فقط بواسطة تلسكوب هواة. 
في كوكبة العواء توجد أيضا مجرتان ساطعتان. NGC 5248 (كالدويل 45) عبارة عن مجرة من النوع Sc (مجموعة متنوعة من المجرة الحلزونية) بقدر ظاهري 10.2، ومقاييسها هي 6.5 × 4.9 دقيقة قوسية.  خمسون مليون سنة ضوئية من الأرض ، NGC 5248 عضو في عنقود العذراء المجري من المجرات ؛ لها أذرع خارجية قاتمة وواضحة بها منطقة هيدروجين II و غبار حار و مجموعة نجمية صغيرة. ومجرة NGC 5676 هي نوع آخر من المجرات Sc بقدر ظاهري 10.9؛ وتبلغ مقايسها 3.9 × 2.0 دقيقة قوسية. تشمل المجرات الأخرى NGC 5008 ، نوع Sc مجرة خط الانبعاث ، NGC 5548 ، نوع S مجرة زايفرت ، NGC 5653 ، ومجرة من النوع S بها منطقة هيدروجين II هي NGC 5778 (المصنفة أيضًا باسم NGC 5825) ، و مجرة من النوع E هي ألمع مجموعتها ، و مجرة NGC 5886 ، ومجرة NGC 5888 ، ومجرة NGC 5888 ، وهي عبارة عن مجرة حلزونية ضيقة ، تشتهر بكونها مضيفة للمستعر الأعظم لعام 2005 SN 2005bc ، والذي بلغ ذروته بقدر لمعان ( قدر ظاهري) 15.3.
في هذا الاتجاه يقع بعيدًا فراغ العواء بقطر 250 مليون سنة ضوئية الخلاء العظيم ، وهو مساحة ضخمة خالية إلى حد كبير من المجرات. اكتشفها روبرت كيرشنر وزملاؤه في عام 1981 ، وتبعد 700 مليون سنة ضوئية عن الأرض. خلفها وضمن حدود الكوكبة ، استلقي عنقود مجري هائل حولها على بعد 830 مليون و 1 مليار سنة ضوئية.
يغطي السور الكبير Great Wall ، أكبر هيكل معروف في الكون ، جزءًا كبيرًا من كوكبة العواء .

## وصلات خارجية
- موقع الكون في الإنترنت.